# Copa Pepe Reyes 2023
La Copa Pepe Reyes 2023 (en inglés y de manera oficial Pepe Reyes Cup 2023) fue la 22.ª edición de la Copa Pepe Reyes, la supercopa organizada por la Asociación de Fútbol de Gibraltar. El torneo se disputó el 15 de septiembre de 2023 en el Estadio Victoria. El torneo se disputó entre el Bruno's Magpies, campeón de la Rock Cup 2022-23 y Lincoln Red Imps, campeón de la Gibraltar Football League 2022-23.
Bruno's Magpies se coronó campeón, consiguiendo su primer título.

## Clubes participantes
| Club             | Método de clasificación                         |
| ---------------- | ----------------------------------------------- |
| Bruno's Magpies  | campeón de la Rock Cup 2022-23                  |
| Lincoln Red Imps | Campeón de la Gibraltar Football League 2022-23 |

## Final
| 15 de septiembre de 2023, 21:00 | Bruno's Magpies | 1:0 (0:0) | Lincoln Red Imps | Estadio Victoria, Gibraltar |  |
|                                 | Seba Díaz 63'   | Reporte   |                  |                             |  |

### Campeón
| Campeón Copa Pepe Reyes 2023 |
| ---------------------------- |
| Bruno's Magpies 1.° título   |